# Pośredni Diabli Grzbiet

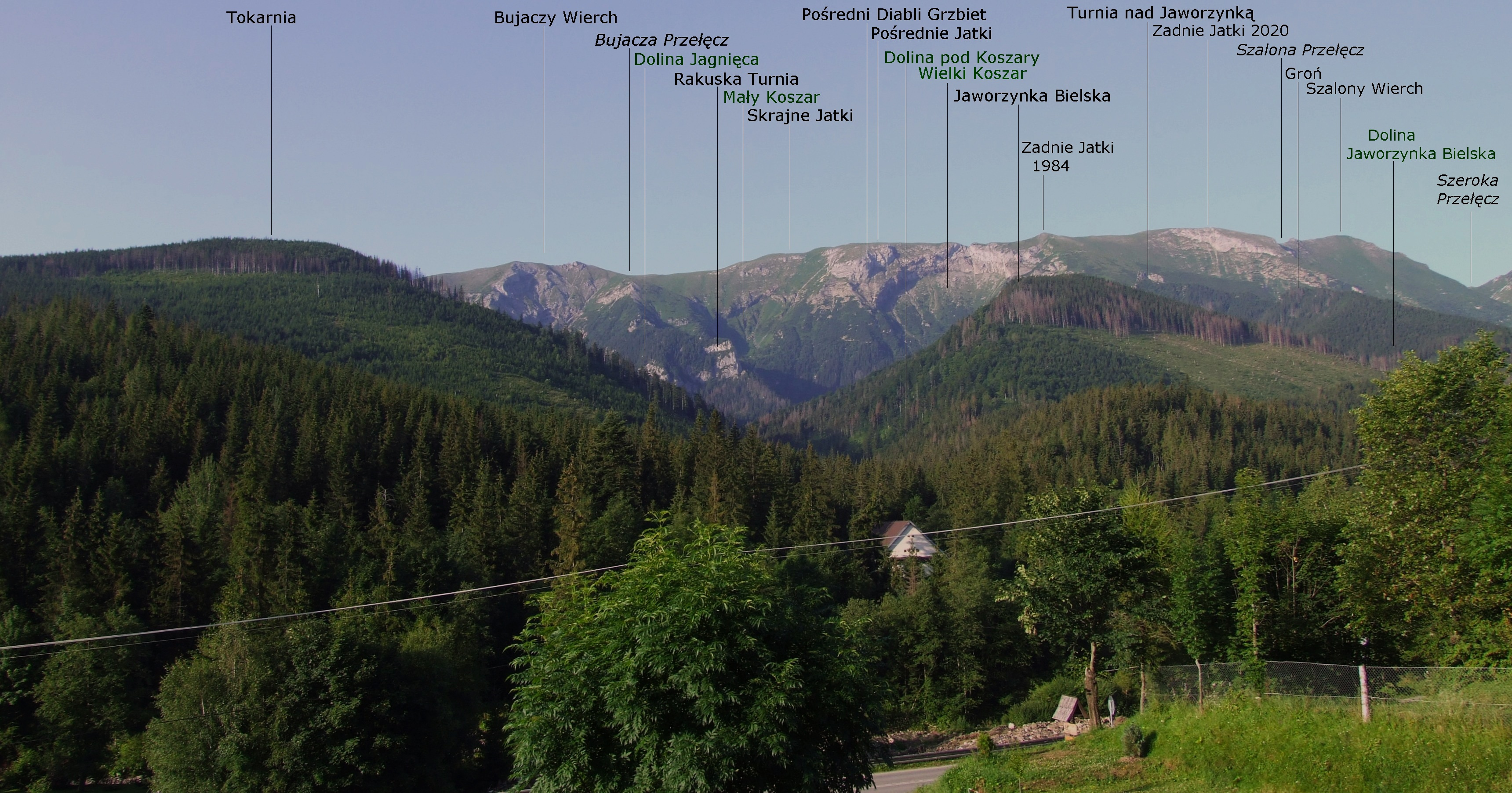
Widok ze Zdziaru

Pośredni Diabli Grzbiet (niem. Mittlerer Teufelrücken, słow. Prostredný diablov chrbát, węg. Középső-Ördög-hát) – odbiegająca na północ grzęda Pośrednich Jatek w słowackich Tatrach Bielskich. Oddziela dwa górne piętra Doliny pod Koszary: Mały Koszar i Wielki Koszar. Obydwa są kotłami lodowcowymi.
Diable nazwy w tym rejonie pochodzą od tego, że jedno z górnych pięter Doliny pod Koszary (Wielki Koszar) dawniej nosiło nazwę Diabli Koszar. Najwyższa część Pośredniego Diablego Grzbietu jest trawiasta. Niżej podcięta jest opadającymi na północ ściankami o wysokości do 40 m. Od ścianek tych skośnie w dół opada do Wielkiego Koszaru płytowo-trawiasty zachód. Dolna część grzbietu zarośnięta jest kosodrzewiną i lasem urwiskowym.